# Săpânța
Săpânța (wym. səˈpɨnt͡sa, węg. Szaplonca, słow. Sapunka, jid. Spinka lub Szpinka) – rumuńska wieś nad Cisą w okręgu Marmarosz w północnej Rumunii, 15 km na północny zachód od miasta Syhot Marmaroski. Najbardziej znana jest ze względu na położony w niej Wesoły Cmentarz oraz jako miejsce pochodzenia rodu cadyków chasydzkich Spinka.

## Galeria

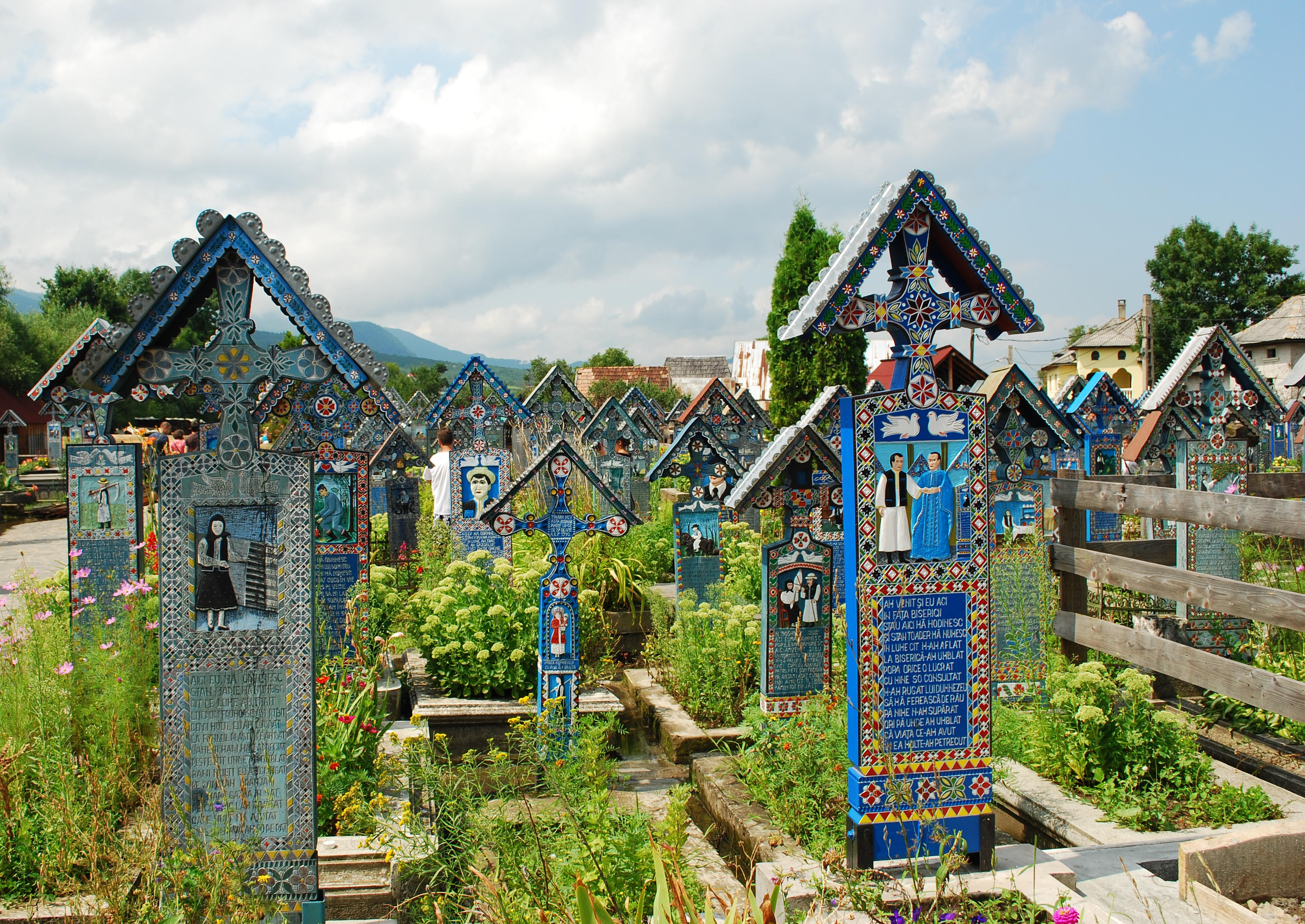
Wesoły Cmentarz
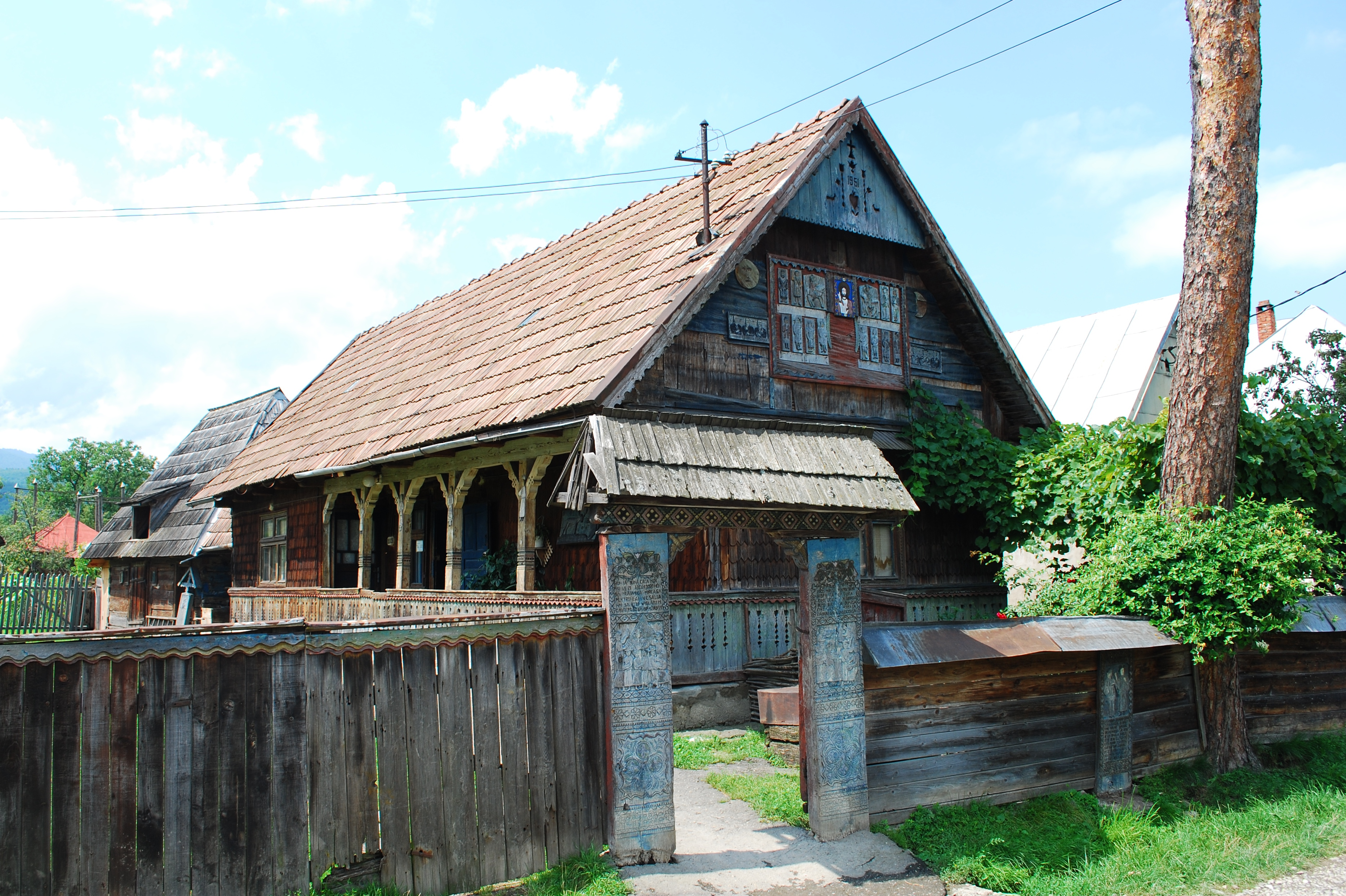
Muzeum Stana Ioana Pătraşa, twórcy Wesołego Cmentarza